# Adelaide City FC
Adelaide City – australijski klub piłkarski z siedzibą w Adelaide. Od roku 1977 klub występował w najwyższej klasie rozgrywkowej w Australii, tj. w lidze National Soccer League (NSL), aż do roku 2003. Obecnie klub występuje w lidze South Australia Super League (SA Super League).
Adelaide City została założona przez grupę włoskich imigrantów w roku 1946, ówcześnie pod nazwą Juventus. Pierwotna nazwa klubu funkcjonowała do roku 1966, kiedy to nazwa została zmieniona na Adelaide Juventus. Pod obecna nazwą klub rozgrywa swoje mecze od roku 1977, kiedy to po raz pierwszy wystąpił w nowo utworzonej lidze krajowej NSL. W trakcie występów w NSL, zespół trzykrotnie sięgał po tytuł mistrza Australii w latach: 1986, 1992 i 1994 oraz ustanowiła rekord ligi w awansie do serii finałowej, po zakończeniu regularnego sezonu. Adelaide City, aż 11 razy z rzędów wchodziła do fazy finałowej rozgrywek w latach 1990 − 2001. Ponadto Adelaide City siedemnastokrotnie wygrywała ligę stanową SA Super League.

## Osiągnięcia

### Krajowe
- Mistrz NSL (3): 1986, 1992, 1994.
- Zdobywca Pucharu NSL (3): 1979, 1989, 1992.

## Międzynarodowe
- Klubowe mistrzostwa Oceanii (1): 1987.

## Stanowe
- Mistrzostwo stanu Australia Południowa (17): 1953, 1954, 1956, 1957, 1958, 1959, 1963, 1964, 1967, 1970, 1972, 1974, 2005, 2006, 2007, 2008, 2010.
- Zdobywca SA Federation Cup (15): 1953, 1955, 1957, 1958, 1959, 1963, 1965, 1969, 1970, 1971, 1972, 1973, 1976, 2006, 2007.
- South Australian Premier League (4): 1946, 1949, 1987, 1999.
- South Australian State League (1): 1978.